# Powderham Castle
Powderham Castle är ett slott i Storbritannien.   Det ligger i grevskapet Devon och riksdelen England, i den södra delen av landet, 250 km väster om huvudstaden London. Powderham Castle ligger 8 meter över havet.
Terrängen runt Powderham Castle är platt åt nordost, men åt sydväst är den kuperad. En vik av havet är nära Powderham Castle åt sydost.  Närmaste större samhälle är Exeter, 10,1 km nordväst om Powderham Castle. 